# Ilalumaala
Ilalumaala, jedna od pet lokalnih teritorijalnih skupina Yahgan Indijanaca naseljenih na Bahia Cooku pa do lažnog rta Horn (Falso Cabo de Hornos) na otoku Hoste.